# Kåre Bluitgen
Kåre Bluitgen, född 10 maj 1959, är en dansk journalist och författare som bland annat har skrivit en biografi över profeten Muhammed, Koranen og profeten Muhammeds liv (2006), riktad till barn och ungdomar.
Bluitgen uppmärksammades i Danmark hösten 2005 och även senare över hela världen när han meddelade att han inte lyckades hitta några illustratörer som var villiga att illustrera hans biografi över Muhammed av rädsla för repressalier från islamistiska extremister. Debatten som uppstod efter detta ledde så småningom till publiceringen av 12 karikatyrer på Muhammed i den danska tidningen Jyllands-Posten.
Bluitgen hittade till slut en illustratör, som dock ville vara anonym. Boken Koranen og profeten Muhammeds liv vars omslag pryds av en respektfull bild på Muhammed utgavs den 26 januari 2006 utan att orsaka några som helst protester från muslimer.